# زيرارة
زيرارة هي قرية في إقليم سيدي قاسم ضمن جهة الغرب شراردة بني حسين بالغرب المغربي. كان مجموع عدد سكان جماعة زيرارة 15.033 نسمة. أما مركز زيرارة يضم 6.707 نسمة.(تعداد السكان الرسمي 2004)

## دواوير الجماعة
- دوار الحسنية